# Timòfanes
Timòfanes (en grec antic Τιμοϕάνης) va ser un polític grec nascut circa el 411 aC, i mort assassinat pel seu germà Timoleont l'any 366 aC o el 365 aC, després d'haver intentat ser tirà de Corint.
Timòfanes i Timoleont pertanyien a una de les famílies més il·lustres de Corint. L'any 367 aC, o potser el 366 aC, va comandar un exèrcit de 3.000 mercenaris amb la missió de protegir l'Istme de Corint d'una temptativa d'invasió des del Peloponès. L'any següent va decidir ocupar l'Acròpoli de Corint i imposar la seva tirania sobre la ciutat. Segons Xenofont, els corintis esperaven que Timòfanes servís de força dissuasiva als atenesos, interessats en la conquesta de la ciutat. El seu germà Timoleont s'hi va oposar, i va aconseguir el suport dels mercenaris. Sobre el que va passar després hi ha dues versions. Diodor de Sicília diu que Timoleó va matar el seu germà amb la seva pròpia espasa, i Plutarc explica que va ser assassinat per dos mercenaris mentre el seu germà es tapava la cara, situat una mica lluny dels fets.